# Pine Bluff
Pine Bluff – miasto (city), ośrodek administracyjny hrabstwa Jefferson, w centralnej części stanu Arkansas, w Stanach Zjednoczonych, położone nad rzeką Arkansas.

## Demografia
W 2013 roku miasto liczyło 46 094 mieszkańców. W 2023 roku liczba mieszkańców spadła do 39 123 osób, a gęstość zaludnienia do 338,7 osoby/km².

## Krótki opis
Nazwa miasta nawiązuje do jego położenia, oznaczając w języku angielskim „sosnowe urwisko”. Z Pine Bluff pochodzi Mary Mouser, amerykańska aktorka. W mieście rozwinął się przemysł włókienniczy, drzewny, chemiczny oraz papierniczy.